# Predrag Marković

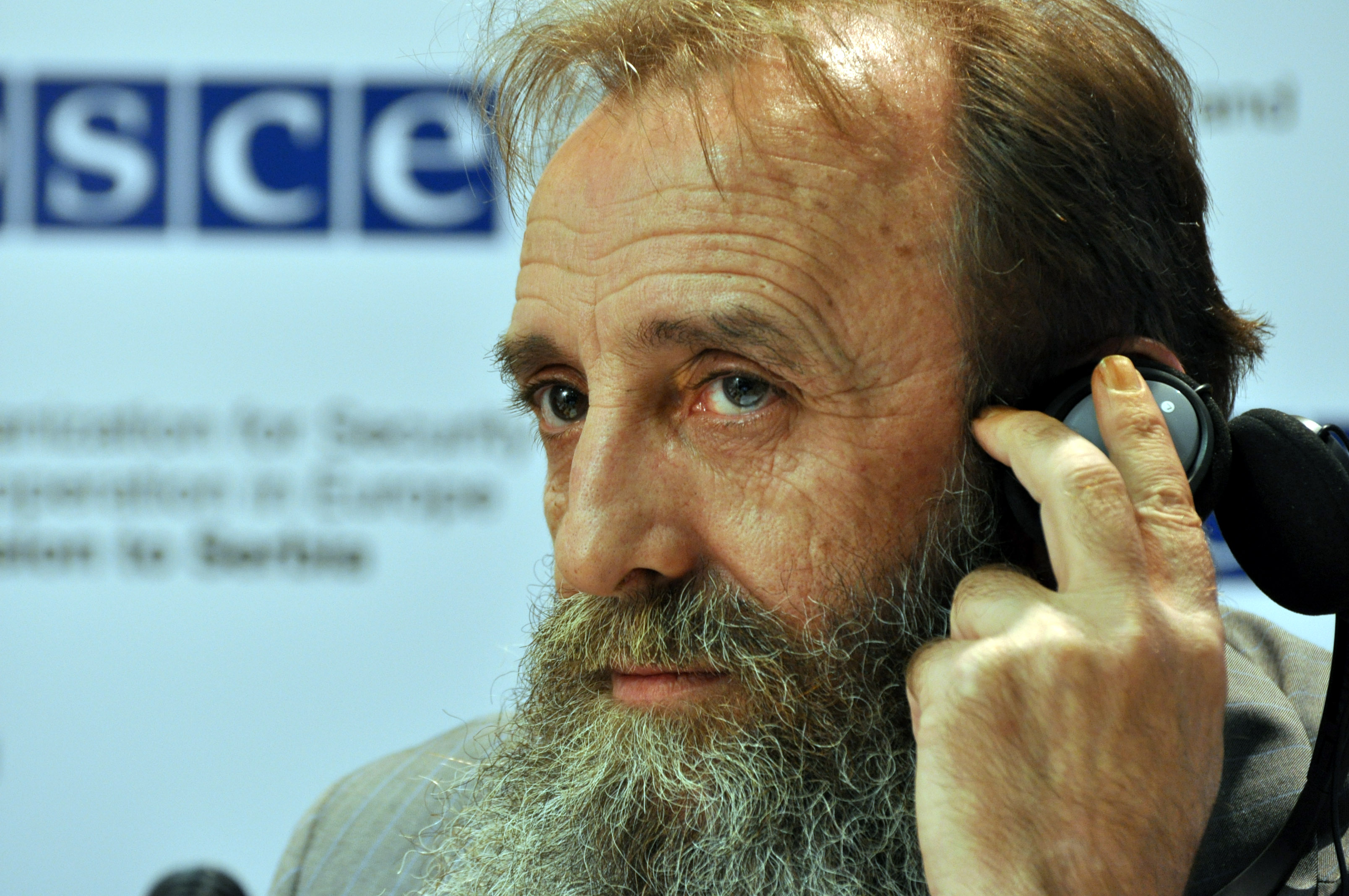
Predrag Marković 2011

Predrag Marković (serbisch-kyrillisch Предраг Марковић) (* 7. Dezember 1955 in Čepure bei Paraćin, FVR Jugoslawien, heute Serbien) ist ein serbischer Politiker, Historiker und Schriftsteller.
Marković war von 2004 bis 2007 Parlamentspräsident von Serbien und kurzzeitig kommissarischer Präsident von Serbien vom 4. März bis zum 11. Juli 2004. Er war Präsident des G17 Plus Verwaltungsrates und ist seit 2003 Vizepräsident dieser Partei.